# Нижньокамське водосховище
Нижньокамське водосховище (рос. Нижнекамское водохранилище, тат. Түбән Кама сусаклагычы, башк. Түбәнге Кама һыуһаҡлағысы) — водосховище, створене у 1979 р. в долині р. Кама шляхом наповнення до проміжної позначки 62,0 м (проектна відмітка 68,0 м)
Нижньокамське водосховище забезпечує добовий і тижневий перерозподіл припливу до гідровузла в інтересах енергетики. Припливні витрати цілий рік пропускаються транзитом у нижній б'єф.
Повний об'єм водосховища при тимчасовій позначці 62,0 м БС становить 2,9 км³, площа водного дзеркала — 1,08 тис. км².

Мілководдя з глибинами до 2 м займають 49,8 % площі водосховища.

Сточище становить 366 тис. км².

Максимальна ширина водосховища дорівнює 15 км, середня — 4 км.

Довжина становить 185 км по р. Кама і 157 по р. Біла.

Середня глибина — 3,3 м, найбільша — 20 м.